# La Mora de Montañana
La Mora de Montañana es un despoblado español del municipio de Puente de Montañana, perteneciente a la provincia de Huesca, en la comunidad autónoma de Aragón.

## Historia
Hacia mediados del siglo XIX, el lugar, por entonces con ayuntamiento propio, tenía contabilizada una población de 24 habitantes. Aparece descrito en el sexto volumen del Diccionario geográfico-estadístico-histórico de España y sus posesiones de Ultramar de Pascual Madoz con las siguientes palabras:

MORA DE MONTAÑANA (la): l. con ayunt. en la prov. de Huesca (30 horas), part. jud. de Benabarre (5), aud. terr. y c. g. de Zaragoza (36), dióc. de Seo de Urgel (24). sit. en una altura rodeada de 2 arroyos por E. y O., en clima sano y ventilado. Consta de 6 casas y una igl. aneja de Montañana. Confina el térm. por el N. con el pueblo y térm. de Monesma, y por los demas puntos con el de Montañana; bañándole el arroyo de Coscolla que va á incorporarse al r. Noguera-Rivagorzana. El terreno es montuoso, pedregoso, árido y de secano, atravesado por una sierra que pasa formando cord. Los caminos son malos y vecinales. prod.: trigo y centeno; cria ganado lanar y cabrío, caza abundante de conejos y perdices. pobl.: 4 vec., 19 alm. riqueza imp.: 9,675 rs. contr.: 1,273 rs.
(Madoz, 1847, p. 546)

El municipio de La Mora de Montañana desapareció de cara al censo de 1857, al incorporarse al de Montañana.